# Mikrusek długoogonowy
Mikrusek długoogonowy (Microcebus gerpi) – gatunek ssaka naczelnego z rodziny lemurkowatych, opisany w XXI wieku. Znany tylko z jednego niewielkiego skrawka lasu na wschodzie Madagaskaru, krytycznie zagrożony wyginięciem. Słabo poznany.

## Systematyka
Nowy gatunek opisali Radespiel, Ratsimbazafy, Rasoloharijaona, Raveloson, Andriaholinirina, Rakotondravony, Randrianarison i Randrianambinina w 2012. Jako miejsce typowe autorzy podali Madagaskar, prowincję Toamasina, las Safahina w wiejskiej okolicy Anivano-East. Współrzędne miejsca typowego określili jako 48°58′56,2″E i 18°47′28,7″S, wysokość nad poziomem morza 95 m.
Nie wyróżnia się podgatunków.

## Budowa
Schwitzer et al. określają mikruska długoogonowego jednym z większych mikrusków, podają następujące wymiary zwierzęcia: głowa i tułów mierzą od 8,4 cm; ogon jest znacznie dłuższy, osiągając od 14,8 cm; masa ciała wynosi 68 g.
Rudobrązowa głowa odznacza się ciemniejszą okolicą oczu, pomiędzy którymi leży biała plama, charakterystyczna dla mikrusków. Dobrze widać niewielkie uszy o brzegach barwy ciemnobrązowej. Grzbiet przyjmuje kolor szarobrązowy. Pośrodkowo widnieje niewyraźna ruda linia, istotnej szerokości. Jaśniejsza jest brzuszna strona ciała, barwy od szarości do kremowej, łącznie z moszną. Ciało wieńczy długi ogon, okryty gęstym owłosieniem koloru brązowoszarego, grzbietowo ciemniejszy niżli wentralnie. Zwierzę potrafi magazynować w nim tłuszcz. Ciemniejsze od tułowia zaś są zewnętrzne części kończyn górnych i dolnych, podczas gdy skóra dłoni i stóp jest różowobroązowa.

## Tryb życia
Dane dotyczące trybu życia tego gatunku są skromne. Żyje on na drzewach. Aktywność przypada na noc. Nie wiadomo również nic o rozrodzie.

## Rozmieszczenie geograficzne
Jak wszystkie gatunki lemurkowatych, mikrusek ten jest endemitem Madagaskaru. Zamieszkuje niewielki obszar na środkowym wschodzie Madagaskaru. Jak podkreślają Schwitzer et al., znany jest jedynie ze swego miejsca typowego, a więc lasu Safahina w prowincji Toamasina, pozostałości nizinnego lasu deszczowego o powierzchni zaledwie 15,6 km², i otaczającej go savoka, a więc pozostawionego ugorem terenu rolniczego, gdzie uprawia się drzewa. Jest to obszar nizinny, nie sięgający powyżej 700 m nad poziomem morza, miejsce typowe leży na wysokości 95 m. Miejsce to leży 18 km na zachód od wybrzeża Oceanu Spokojnego i 58 km na wschód od Parku Narodowego Andasibe-Mantadia. Południową granicą tego obszaru jest rzeka Mangoro, na północy zaś Rianila, liczy on w sumie 7600 km². Jednakże gatunek występuje na obszarze 25 km², zajmując z niego 10 km².

## Ekologia
Siedliskiem mikruska długoogonowego są lasy pierwotne oraz wtórne, leżące na wysokości między 29 a 230 m nad poziomem morza.
Schwitzer et al. nie mają szczegółowych informacji na temat diety mikruska długoogonowego, podobnie jak w przypadku innych mało znanych mikrusków, tutaj nawet jednak nie podają prawdopodobnego pokarmu. Mikruski ogólnie żywią się owocami i owadami.

## Zagrożenia i ochrona
Gatunek został uwzględniony w Załączniku II CITES. Zanim IUCN dokonała swojej oceny, IUCN/SSN Lemur Red-Listing Workshop w lipcu 2012 oceniło gatunek jako gatunek krytycznie zagrożony wyginięciem. W tym samym czasie datuje się ocenę IUCN, opublikowaną w 2014, również ze statusem krytycznie zagrożonego. Podnosi się tu bardzo mały i do tego jeszcze pofragmentowany obszar występowania i jakość tegoż obszaru.
Gatunek nie występuje na żadnych obszarze chronionym. Zagraża mu głównie wylesianie, ale też polowania.
Całkowita liczebność spada, chociaż jest nieznana.